# Turbonilla domingana
Turbonilla domingana är en snäckart som beskrevs av Leo George Hertlein och Strong 1951. Turbonilla domingana ingår i släktet Turbonilla och familjen Pyramidellidae. Inga underarter finns listade i Catalogue of Life.